# أندريه تيتشني
أندريه تيتشني (بالفرنسية: André Téchiné) هو ناقد سينمائي وكاتب سيناريو ومخرج وممثل فرنسي، ولد في 13 مارس 1943 في فرنسا. من الجوائز التي نالها جائزة أفضل إخراج سنة 1985 وجائزة سيزار لأفضل فيلم سنة 1995 وجائزة سيزار لأفضل مخرج سنة 1995 وجائزة سيزر لأفضل كاتب سيناريو سنة 1995 وجائزة جمعية نقاد السينما في لوس انجلوس لأفضل فيلم بلغة أجنبية ‏ سنة 1995 وجائزة لويس ديلوك ‏ سنة 1994.

## أعمال

### أفلام
- (1973) الأم والعاهرة[9]
- (1979) الأخوات برونتي
- (2009) الفتاة على قطار

## جوائز وترشيحات
جوائز
- جائزة أفضل إخراج (1985)
- جائزة سيزار لأفضل فيلم (1995)
- جائزة سيزار لأفضل مخرج (1995)
- جائزة سيزر لأفضل كاتب سيناريو (1995)
- جائزة جمعية نقاد السينما في لوس انجلوس لأفضل فيلم بلغة أجنبية [الإنجليزية]‏ (1995)
- جائزة لويس ديلوك [الإنجليزية]‏ (1994)

ترشيحات
- السعفة الذهبية (1996)
- جائزة سيزار لأفضل فيلم (1977)
- جائزة سيزار لأفضل فيلم (1988)
- جائزة سيزار لأفضل فيلم (1994)
- جائزة سيزار لأفضل فيلم (1997)
- جائزة سيزار لأفضل مخرج (1977)
- جائزة سيزار لأفضل مخرج (1988)
- جائزة سيزار لأفضل مخرج (1992)
- جائزة سيزار لأفضل مخرج (1994)
- جائزة سيزار لأفضل مخرج (1997)
- جائزة سيزار لأفضل مخرج (2008)
- جائزة سيزر لأفضل كاتب سيناريو (1986)
- جائزة سيزر لأفضل كاتب سيناريو (1994)
- جائزة الجمعية الوطنية الأمريكية للنقاد السينمائيين لأفضل سيناريو [الإنجليزية]‏ (1995)
- جائزة ساتالايت لأفضل سيناريو أصلي [الإنجليزية]‏ (2006)

## وصلات خارجية
- أندريه تيتشني على موقع IMDb (الإنجليزية)
- أندريه تيتشني على موقع ميتاكريتيك (الإنجليزية)
- أندريه تيتشني على موقع روتن توميتوز (الإنجليزية)
- أندريه تيتشني على موقع مونزينجر (الألمانية)
- أندريه تيتشني على موقع ألو سيني (الفرنسية)
- أندريه تيتشني على موقع ميوزك برينز (الإنجليزية)
- أندريه تيتشني على موقع تيرنر كلاسيك موفيز (الإنجليزية)
- أندريه تيتشني على موقع أول موفي (الإنجليزية)
- أندريه تيتشني على موقع قاعدة بيانات الأفلام السويدية (السويدية)
- أندريه تيتشني على موقع إن إن دي بي (الإنجليزية)